# Манчкін (рольові ігри)
Манчкін (munchkin) — типаж гравця ігрових систем (наприклад, рольових ігор, відеоігор, настільні ігри) який не зважає на власне рольову частину, а максимально «прокачується» для надбання зверхньої (керівної) ролі чи положення у відношенні до інших гравців. Слово походить від англ. Munchkin — «той, що жує», оскільки манчкіни ніби «пережовують» ігри. Термін є алюзією на народ манчкінів (жувунів) в казці «Чарівник країни Оз» (Чарівник Смарагдового міста).
Основний термін для манчкін — павергеймінг (Powergaming).
Пауергеймінг для інших гравців може видаватись руйнівним, якщо виключити всі інші міркування, такі як сюжет та хід гри, атмосфера та товариськість. Якщо зосередитися на букві правил, а не на їхньому дусі, це часто сприймається як неспортивне, невеселе або нетовариське. Така поведінка найчастіше зустрічається в іграх із широким набором ігрових функцій, тривалих кампаніях або призових турнірах, як-от ігри для кількох гравців або колекційні ігри.

## Риси манчкіна
Вважається, що в рольовій грі людина має отримувати задоволення від самого процесу гри, однак манчкіна не цікавить сам процес, він намагається «виграти» гру. Для манчкіна рольова гра зводиться до перемог над ворогами та власного посилення. Відповідно, всі його дії в грі направлені саме на це. Манчкіни не зважають на внутрішню логіку гри та ігрового світу, на логічне та несуперечливе обґрунтування своїх дій, а лише на досягнення результату. В рольовій грі для них фактично не існує власне рольової частини. Манчкін завжди старається отримати якусь перевагу: найкращі речі, найпотужнішу зброю тощо, при цьому зовсім не дбаючи про правдоподібність чи логічність, нехтуючи незначними з їхньої точки зору деталями чи недоліками. При створенні персонажів манчкіни стараються зробити їх максимально сильними та ефективними в бою, забуваючи про все інше. Наприклад, у багатьох рольових іграх існує система штрафів і бонусів, коли гравець при виборі персонажа надає йому якийсь недолік, але отримує можливість надати йому якусь перевагу. Користуючись подібними правилами, манчкіни створюють однооких безногих горбунів, які ходять на протезах, але зате дуже влучно стріляють із пістолета. Манчкіна не цікавить, як його персонаж житиме з усіма цими каліцтвами, для нього важливо, що він добре стріляє.
Зазвичай манчкіни непогано знають механіку гри, тобто ту частину правил, яка відповідає за моделювання успішності певних дій. Саме на цю, фактично технічну сторону гри і спрямовано увесь їхній інтерес. Манчкіни стараються максимально використати всі можливості, які надає механіка гри аби стати сильнішими та «виграти». Рольова гра для манчкіна перетворюється на гру в цифри, в якій усі реалії мають значення лише в тій мірі, яка відображена в механіці гри. Якщо, наприклад, гравцю потрібен обладунок, то манчкіну байдуже, що це за обладунок, з чого він виготовлений, як виглядає, наскільки пасує персонажеві тощо, — важливе лише числове значення того бонусу, який він дає. Незважаючи на непогане знання правил, манчкіни регулярно їх порушують як спеціально так і незумисне в своїх спробах стати дедалі сильнішими. Наприклад, персонаж може носити з собою більше зброї ніж здатен підняти — чи тому, що гравець думає, що цього ніхто не помітить, чи тому, що він просто не замислюється над такими «дрібницями».
Одним із поширених методів серед павуергеймерів є так зване читерство — використання недоглядів у правилах, завдяки яким гравець отримує непередбачену ними перевагу.